# Дереволазові (родина земноводних)
Дереволазові (Dendrobatidae) — родина безхвостих земноводних. Серед дереволазів (Dentrobates), листолазів (Phyllobates) та ряду інших родів є дуже отруйні види. Їх шкірні залози виробляють  батрахотоксин та інші сильні отруйні речовини

## Список родів
Систематика станом на 2006 рік, включає 12 родів, понад 170 видів. У 2011 році виокремлений ще один рід Andinobates:
| Назва роду і автор                                          | Англійська назва        | Кількість видів |
| ----------------------------------------------------------- | ----------------------- | --------------- |
| Adelphobates (Grant, et al., 2006)                          |                         | 3               |
| Andinobates (Twomey, Brown, Amézquita & Mejía-Vargas, 2011) |                         | 13              |
| Ameerega (Bauer, 1986)                                      |                         | 31              |
| Colostethus (Cope, 1866)                                    | Rocket frogs            | 21              |
| Dendrobates (Wagler, 1830)                                  | Poison dart frogs       | 6               |
| Epipedobates (Myers, 1987)                                  | Phantasmal poison frogs | 6               |
| Excidobates (Twomey and Brown, 2008)                        |                         | 2               |
| Hyloxalus (Jiménez de la Espada, 1870)                      |                         | 58              |
| Minyobates (Myers, 1987)                                    |                         | 1               |
| Oophaga (Bauer, 1994)                                       |                         | 9               |
| Phyllobates (Duméril and Bibron, 1841)                      | Golden poison frogs     | 6               |
| Ranitomeya (Bauer, 1986)                                    | Thumbnail dart frogs    | 21              |
| Silverstoneia (Grant, et al., 2006)                         |                         | 3               |